# Quercus salicina
Quercus salicina Blume – gatunek rośliny z rodziny bukowatych (Fagaceae Dumort.). Występuje naturalnie w Japonii. 

## Morfologia
PokrójZimozielone drzewo dorastające do 18 m wysokości. Kora ma brązowoszarawą barwę.
LiścieBlaszka liściowa jest białawo owłosiona od spodu i ma lancetowaty kształt. Mierzy 10 cm długości, jest całobrzega.

## Zmienność
W obrębie tego gatunku wyróżniono jedną formę:
- Quercus salicina f. angusta (Nakai) H. Ohba